# Michael Lumb
Michael Lumb est un footballeur international danois né le 9 janvier 1988, à Århus. Il joue au Brøndby IF.

## Biographie

### Début professionnel
Il a été formé et a commencé sa carrière professionnelle au AGF Aarhus, le club de sa ville natale. Il fait partie de la très prometteuse génération 1988, comprenant également Morten Beck Andersen, Frederik Krabbe, Michael Vester, Niels Kristensen, Jesper Blicher and Anders Sybergde, qui remporte le championnat national espoir sous les couleurs de l'AGF. À la suite de ces bonnes performances, Michael remporte le titre de Meilleur U21 2008 et s'impose rapidement dans l'équipe première au poste de latéral gauche (il peut aussi dépanner au poste d'ailier).
Ce début prometteur lui permet d'intégrer les sélections nationales jeunes et de s'affirmer comme l'un des meilleurs latéraux du championnat danois depuis la remontée de l'AGF en première division lors de la saison 2008-2009. Les matchs s'enchainant, il attire progressivement l'attention d'équipes étrangères, notamment anglaises, allemandes et de l'ogre néerlandais, l'Ajax Amsterdam, toujours friand de jeunes talents danois. Dans le même temps, il entrevoit la sélection A et est finalement appelé par le sélectionneur Morten Olsen en 2009, qui lui permet de commencer sa carrière internationales lors d'un match contre les États-Unis.

### Zénith Saint-Pétersbourg
Lors de la trêve hivernale de 2010, Michael est contacté par le géant russe du Zénith Saint-Pétersbourg, qui ambitionne de retrouver les sommets après le départ de nombreux joueurs phares (Andrei Arshavin, Anatoliy Tymoschuk  ou Pavel Pogrebnyak). Pour ce faire, le club vainqueur de la coupe de l'UEFA 2008 recrute en décembre 2009 l'un des entraineurs les plus réputés au monde, l'italien Luciano Spalletti qui parvint à convaincre des joueurs de premier plan de le rejoindre tel que Aleksandr Kerzhakov, Danko Lazović et donc, Michael.
Dans son nouveau club, le danois porte le numéro 28 et ambitionne de s'imposer en Russie afin de participer à Coupe du monde de football de 2010 en Afrique du Sud.

### Feyenoord Rotterdam
Le 19 juillet 2010, Michael Lumb est prêté au club néerlandais du Feyenoord Rotterdam.
Mais comme au Zétith, Lumb ne s'impose pas, disputant seulement deux matchs en six mois. Il résilie son prêt en janvier 2011.

### AaB Aalborg
Lumb décide de retourner au Danemark et se fait prêté par la fin de saison 2010-2011 au AaB Aalborg.

## Sélection du Danemark
Michael Lumb obtient sa première sélection le 18 novembre 2009 lors d'un match amical remporté (3-1) face aux États-Unis.

## Palmarès
Vierge